# Menasalbas
Menasalbas ist ein Dorf und eine zentralspanische Gemeinde (municipio) mit 2.485 Einwohnern (Stand: 2024) in der Provinz Toledo in der Autonomen Gemeinschaft Kastilien-La Mancha.

## Lage
Menasalbas liegt etwa 35 Kilometer südwestlich von Toledo in der historischen Provinz La Mancha in einer Höhe von ca. 700 m. 
Das Klima im Winter ist rau, im Sommer dagegen trocken und warm; der Regen (ca. 506 mm/Jahr) fällt überwiegend in den Wintermonaten.

## Bevölkerungsentwicklung
| Jahr      | 1970 | 1981 | 1991 | 2001 | 2011 | 2021 |
| Einwohner | 3381 | 2845 | 2937 | 3008 | 3185 | 2544 |

## Sehenswürdigkeiten

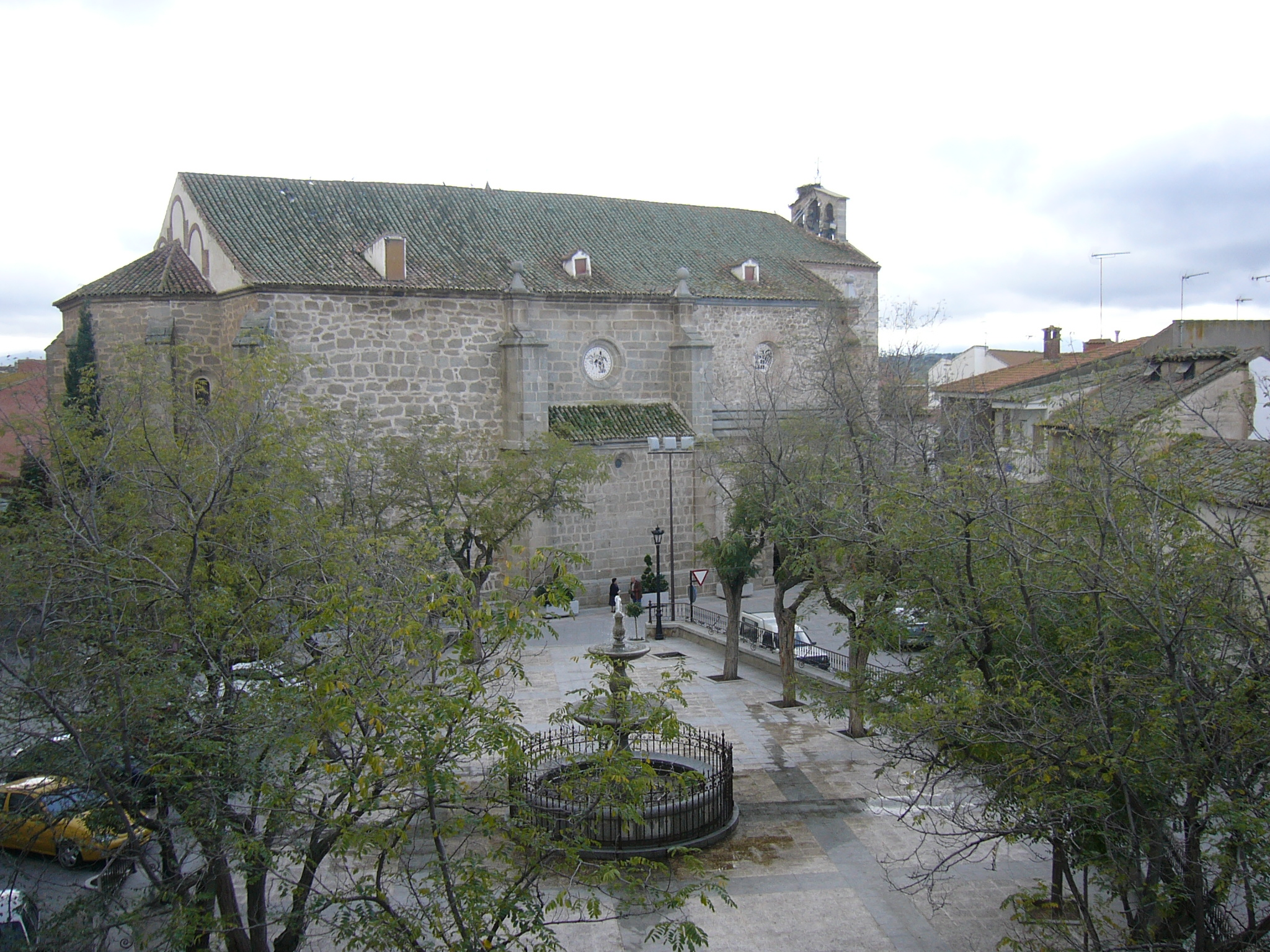
Magdalenenkirche
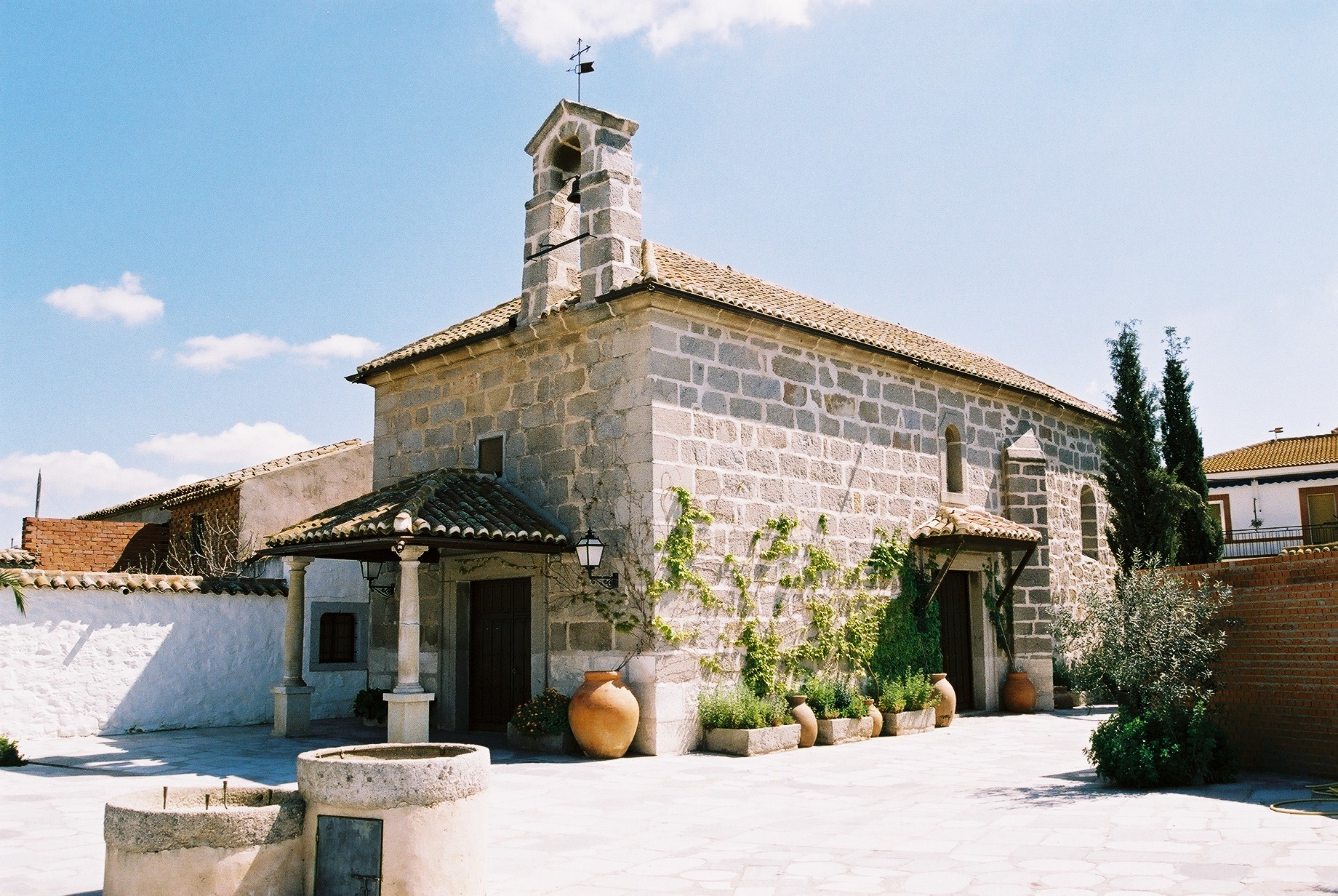
Marienkapelle
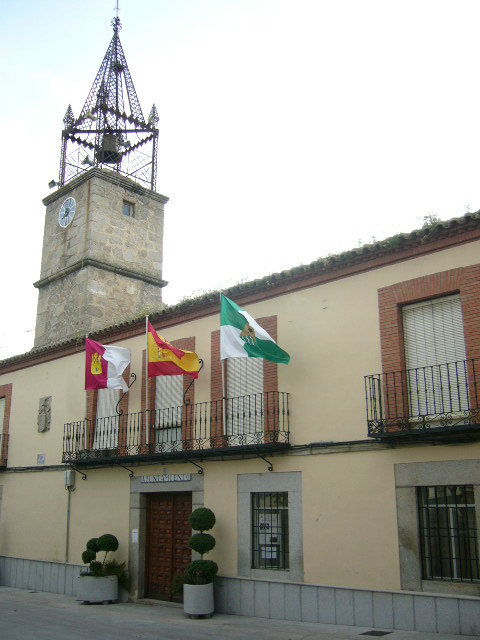
Sebastianuskapelle

- Magdalenenkirche
- Marienkapelle
- Rathaus